# Masao Ono
Masao Ono (Japó, 2 de març de 1923 - 11 de febrer de 2001), és un exfutbolista japonès.

## Selecció japonesa
Masao Ono va disputar 3 partits amb la selecció japonesa.